# アニー・ライヒ

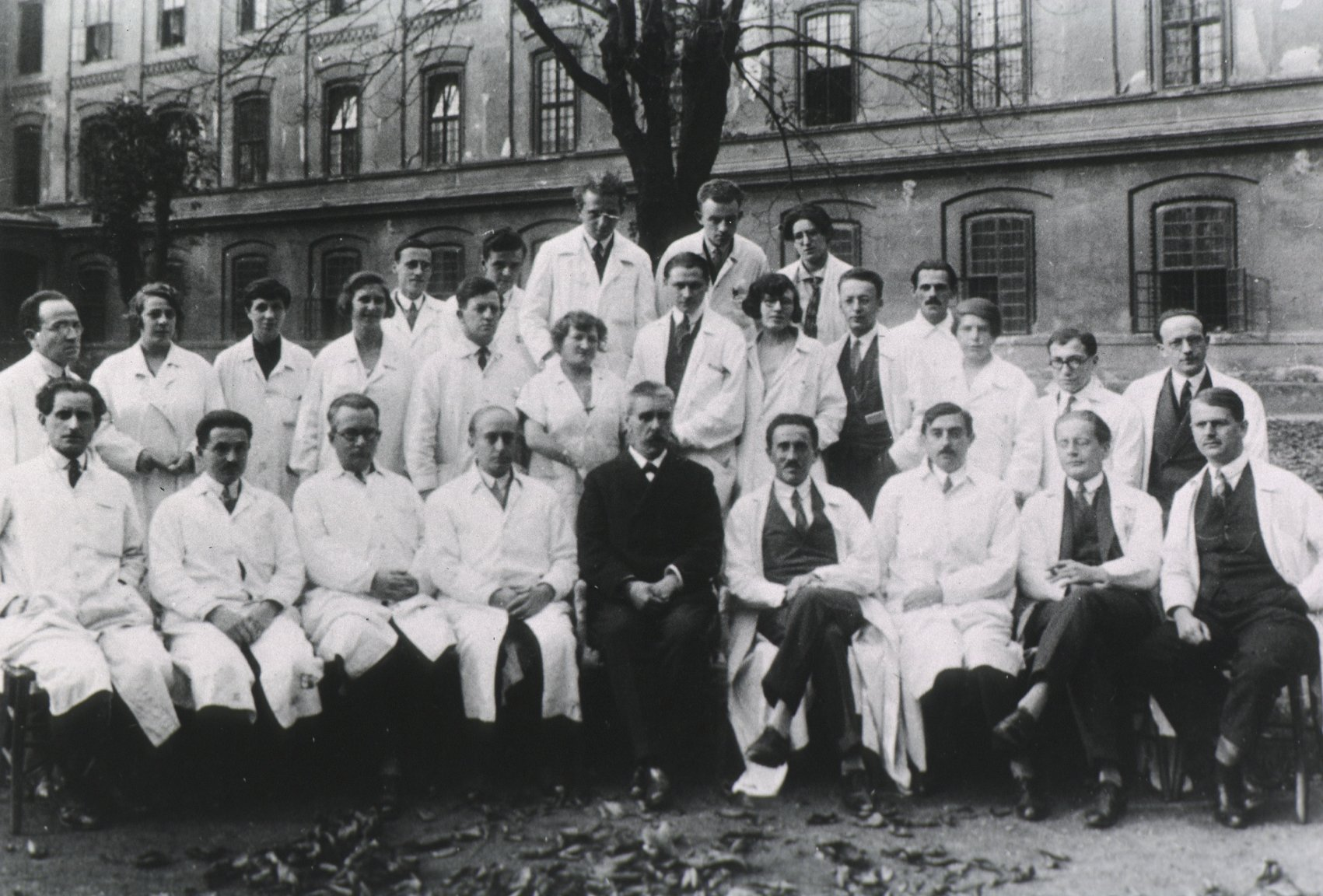
ウィーンで1927年に撮影されたワーグナー・ヤウレック医療チームの写真。
アニー・ライヒは二列目の左から4人目の人物である。

アニー・ライヒ（ドイツ語: Annie Reich-Rubinstein、1902年4月9日 - 1971年1月5日）は、ウィーン出身のアメリカの医学者、精神科医、精神分析家。ユダヤ系。

## 関連人物
- ヴィルヘルム・ライヒ